# کتل فالز (واشینگتن)
کتل فالز (به انگلیسی: Kettle Falls) شهری در شهرستان استیونس ایالت واشنگتن است که در سرشماری سال ۲۰۱۰ میلادی، ۱۵۹۵ نفر جمعیت داشته است.